# Watch Over You
Watch Over You – ballada rockowa zespołu Alter Bridge pochodząca z płyty Blackbird. Piosenka została wydana jako trzeci singiel z albumu. Utwór został ponownie nagrany z włoską wokalistką Cristiną Scabbią. W połowie września 2008 premierę miał wideoklip do „Watch Over You”.

## Twórcy
- Myles Kennedy – wokal prowadzący, gitara prowadząca
- Mark Tremonti – gitara rytmiczna
- Brian Marshall – gitara basowa
- Scott Phillips – perkusja